# 锺天祥
鍾天祥（Chong Tien Siong），馬来西亚資深媒體人，曾任香港《明報》總编輯，也曾是明報集團香港行政委員會成員、明報報業有限公司及明報網站有限公司董事。2014年加入明報集團之前，曾經在馬來西亞、新加坡、印尼從事新聞工作，先後擔任馬來西亞《南洋商報》總編輯、新加坡《聯合早報》國際新聞副主任及派駐印尼資深特派員及辦事處主任、香港《亞洲週刊》資深特派員、馬來西亞《星洲日報》記者。现任马来西亚一带一路战略理事会（Belt and Road Strategy Council）主席。
2006年，鍾天祥被委任為南洋報業控股執行董事，一度試圖大展拳腳提振《南洋商報》的報份，但最終受制於《星洲日報》獨大的形勢，而2009年後黯然離開。

## 解僱姜國元
2016年4月20日，鍾天祥以報業經營環境轉差、要「節省資源」為由，凌晨裁走《明報》編採部執行總編輯姜國元，被質疑藉節流除異己。及後2016年4月23日，《明報》專欄中，撰寫專攔的泛民主派余若薇、陳惜姿及吳志森「開天窗」以表示對《明報》無理解僱姜國元不滿，而明報職工協會於facebook揭露，有關版面在早一晚交付印刷時，原本休假的鍾天祥突於晚上10時許返到編輯室，叫停印刷，並曾提議要「封窗」，經內部斡旋後，天窗得以保留，但加入編按段落，再重新付印；是次「停機」對《明報》財政造成損失。
2016年12月2日，《明報》發出內部通告，加入明報逾兩年的總編輯鍾天祥元旦起離任，由代執行總編輯梁享南接替。

## 學歷
- 上海復旦大學博士。
- 南京大學中文系碩士。
- 馬來西亞檳城韓江新聞學系。
- 馬來西亞吉隆坡拉曼學院。[2]

## 教學經驗
- 2010.05－2014.01，新加坡科思達教育集團講師。
- 2002.09－2006.09，印尼建國大學客座高級講師。
- 1995.01－1995.07，馬來西亞吉隆坡韓江新聞學院客座講師。[2]

## 作品出版

### 書本
- 《世界風雲錄》，新加坡商務印書館，2004年，329頁，（ISBN）9810523114。[8]
- 《印尼多事之秋》，新加坡商務印書館，2002年，209頁 ，（ISBN）981047539X。[9]
- 《現場真性情》，馬來西亞：大將事業社，2002年，227頁，（ISBN）9832385652。[10]
- 《李三春、華教、馬華》，馬來西亞：人間出版社，1984年，236頁。[11]

### 詞典
- 《全球華語詞典》，北京：商務印書館，2010年，1112頁。

### 學術論文
- 《鄭和與峇峇》，呈第一屆國際鄭和研討會（2010年7月馬六甲）。
- 《“阿里峇峇”遭遇“阿里巴巴”》， 摘錄自論文《論“峇”的統一性問題——東南亞華語的特色》，刊載新加坡《聯合早報》2002年12月3日。[12]
- 《南洋另一類漢語》，呈中國新疆大學語言文化國際學術研討會（2001年烏魯木齊）。[13]
- 《論峇峇話歷史》，載中國《語言學研究第一卷》（2001年香港文化教育出版社）。
- 《馬來西亞華文報借詞漫談》，呈中國第四屆漢語修辭國際學術研討會（1999年常州）。[14]